# Molen Siska
De Molen Siska is het restant van een ronde stenen grondzeiler te Oosthoek in de Belgische gemeente Knokke-Heist. Ze heeft gefungeerd als korenmolen.
De molen is gebouwd in 1902 nadat de voorganger ervan, een houten standerdmolen, in 1901 was omgewaaid.
Ze is bekend omdat Moeder Siska sedert 1882 in het molenaarshuisje een wafelbakkerij begon. Dit heeft geleid tot de komst van een groot aantal horecazaken in Oosthoek.
De molen bleef tot 1926 in bedrijf. Na de Tweede Wereldoorlog heeft er een kunstschilder in gewoond. Daartoe werd de molen tot woning verbouwd en is het binnenwerk gesloopt. In 1989 werd ook het gevlucht verwijderd. De mansardekap en de molenas zijn echter nog aanwezig.
Vanwege het belang van de molen, ook als getuige van het beginnende kusttoerisme, is ze in 2003 tot beschermd monument verklaard.
- Inventaris van het Bouwkundig Erfgoed (Vlaanderen): 58797